# Mélanie Cohl
Mélanie Cohl (eigtl. Mélanie Picron; * 4. Januar 1982 in Tournai, Hennegau) ist eine belgische Sängerin.

## Leben und Wirken
Im Jahr 1997 gewann Mélanie Cohl mit 15 Jahren den Musikwettbewerb Pour la Gloire vom RTBF. Sie sang das Lied Ne partez pas sans moi, mit dem Céline Dion den Eurovision Song Contest 1988 gewonnen hatte.
Bei diesem Wettbewerb trat Mélanie Cohl 1998 für Belgien an. Mit 16 Jahren war sie damals die jüngste Sängerin in Birmingham. Mit ihrem Lied Dis Oui wurde sie Sechste.
Mélanie Cohl singt in der französischsprachigen Version des Films Mulan die Lieder.